# Ludwig Geith
Ludwig Geith (* 22. Januar 1926 in Ingolstadt; † 21. Juli 1999 ebenda) war ein deutscher Architekt.

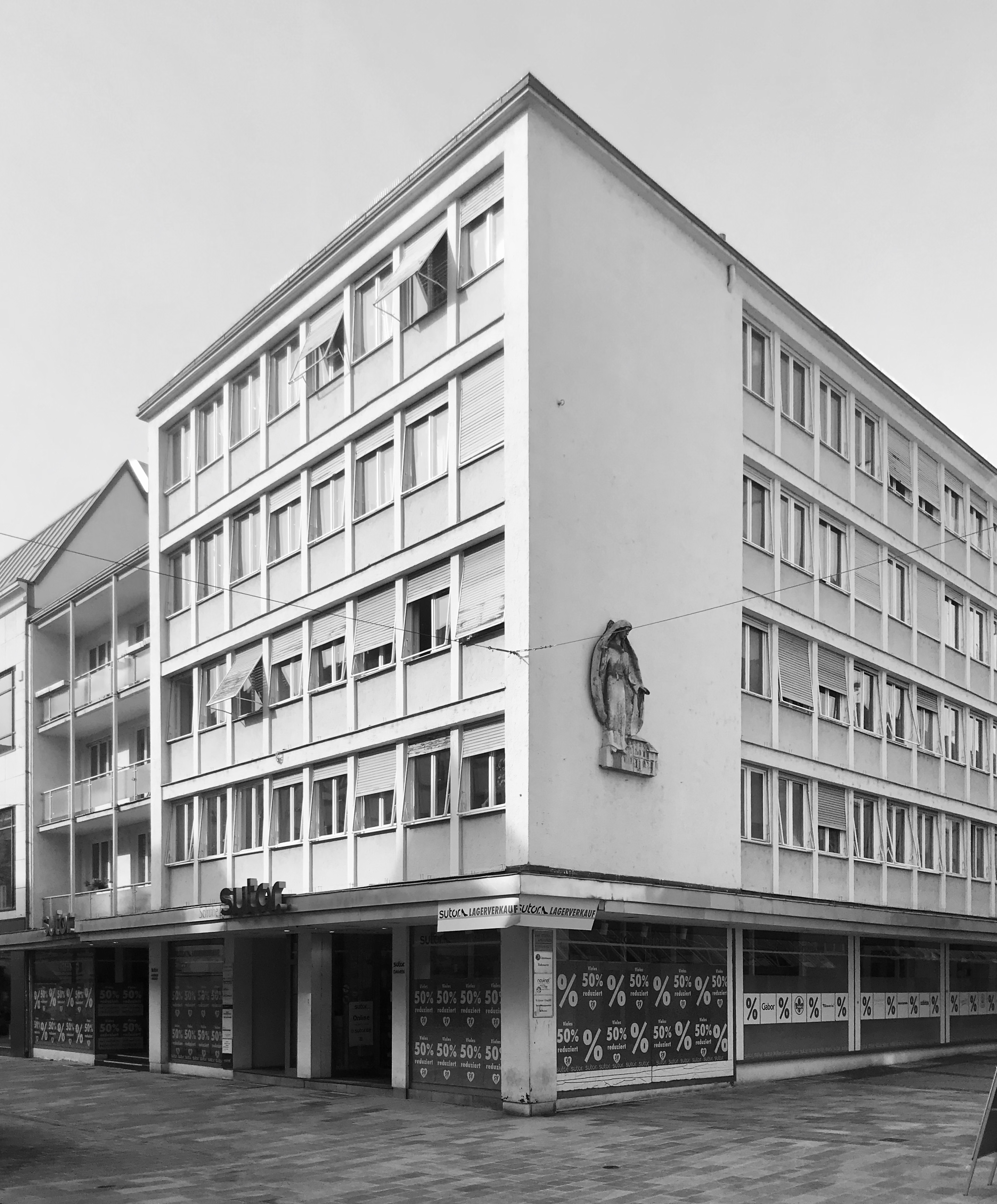
Ludwigstraße 27, Ingolstadt

## Werdegang
Ludwig Geith besuchte das Christoph-Scheiner-Gymnasium und studierte ab 1949 nach seinem Abitur Architektur an der Technischen Hochschule München. Er praktizierte bei Josef Elfinger und eröffnete später ein Architekturbüro in der Specklestraße.
Geiths Nachlass wurde dem Architekturmuseum der Technischen Universität München übergeben.

## Bauwerke

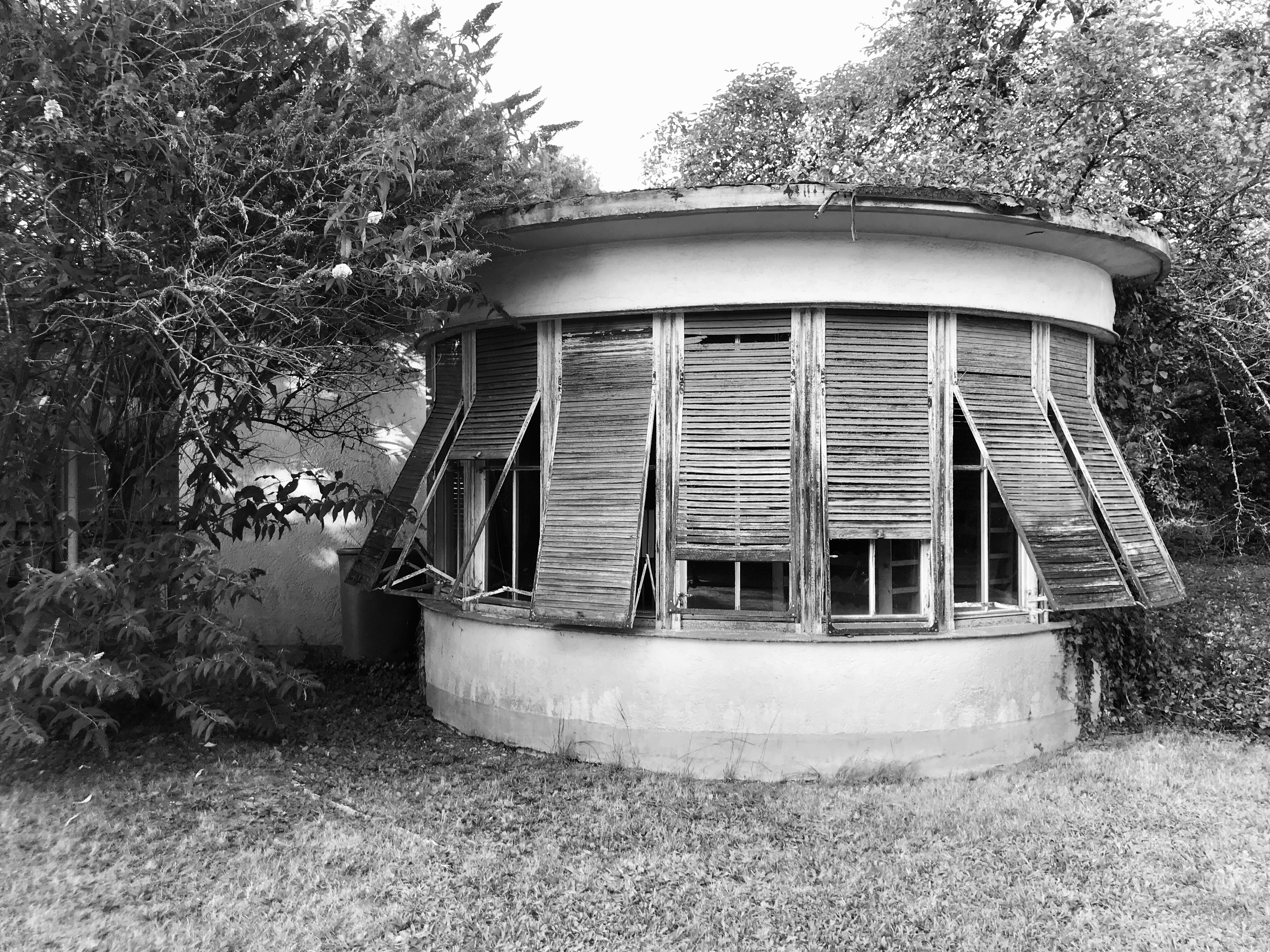
Halbrunder Wohnraum mit Holzrollläden, Gartenhaus Reindl

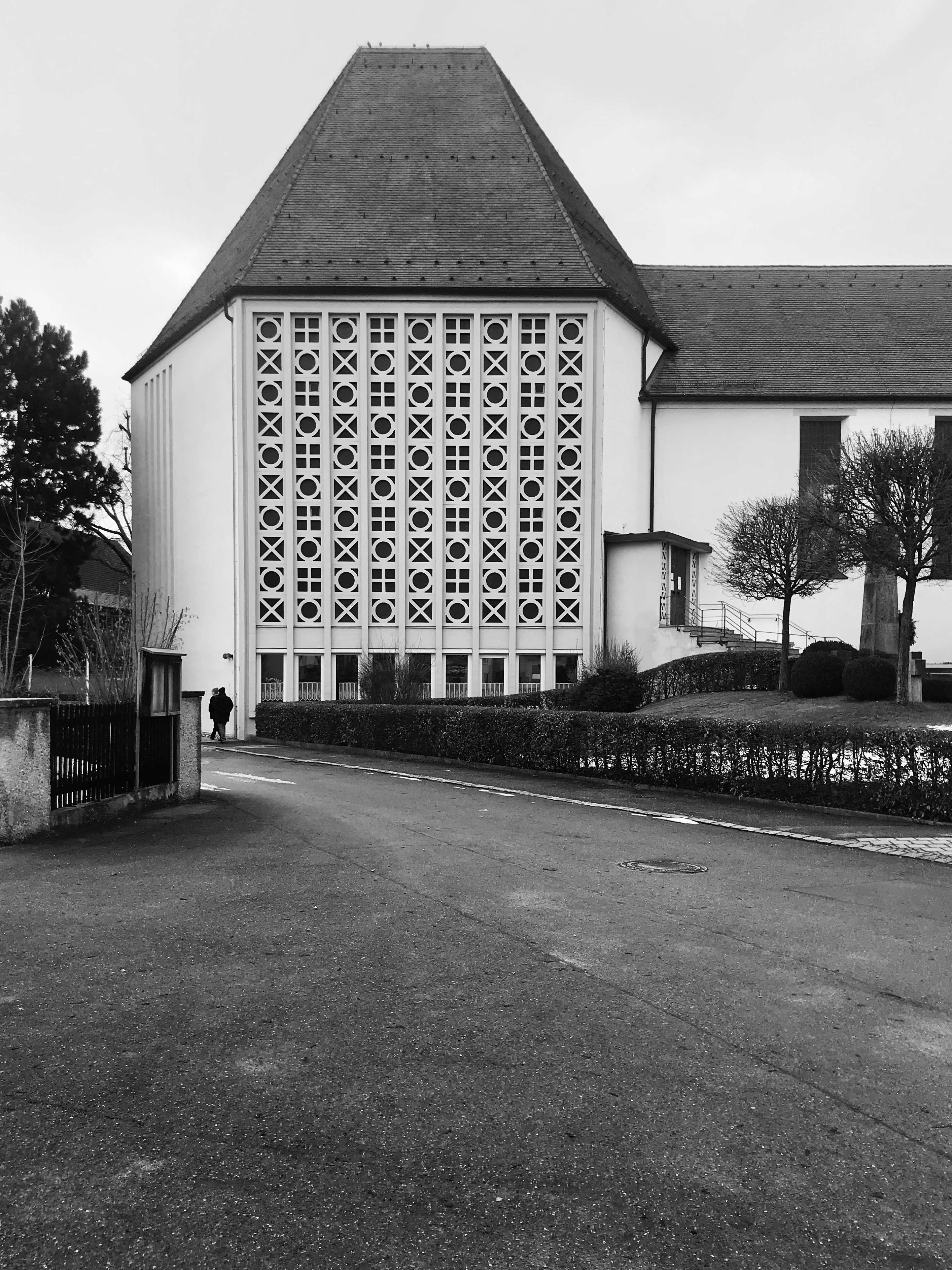
St. Andreas, Eitensheim

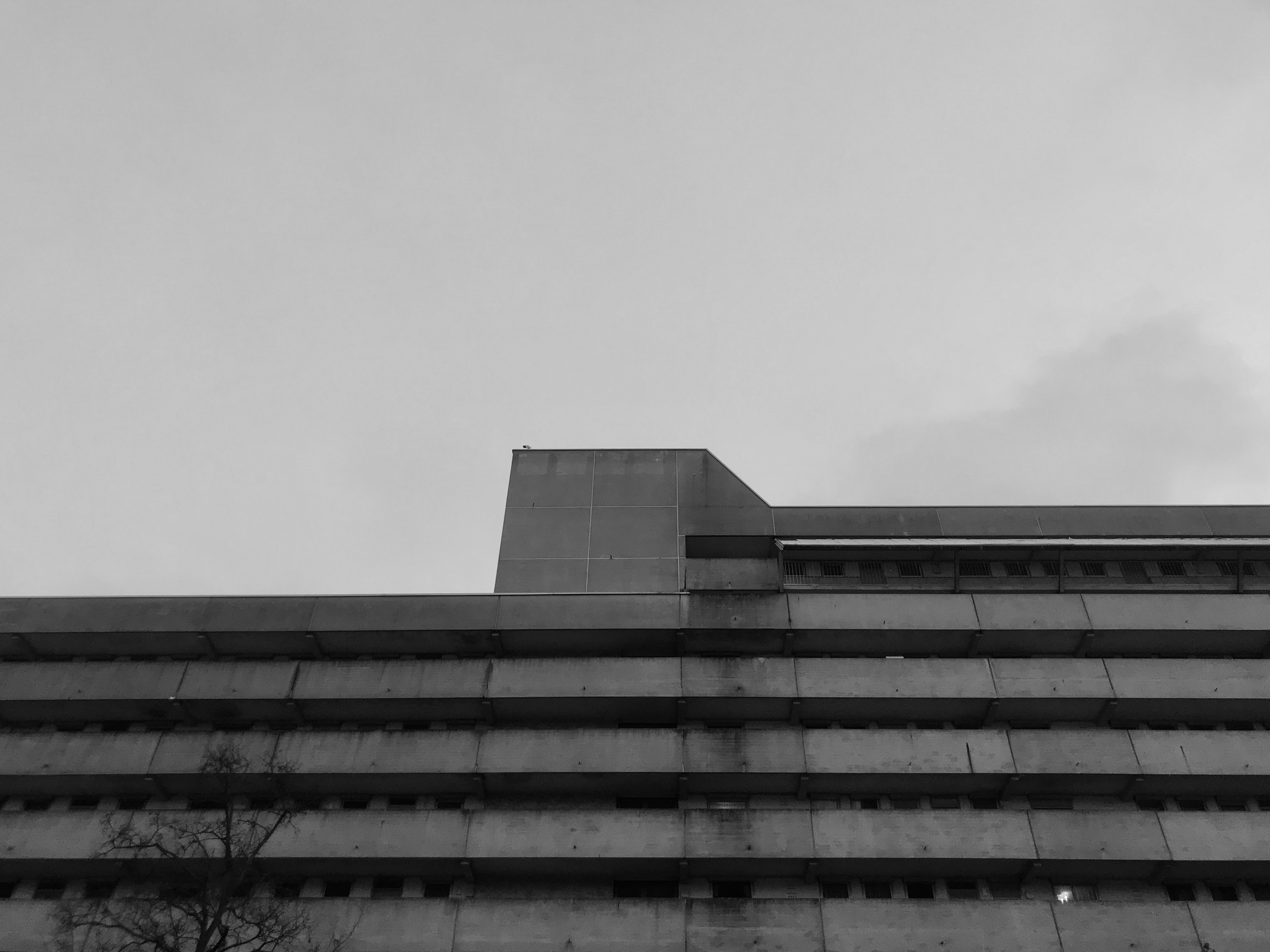
Wohnscheibe Ingolstadt

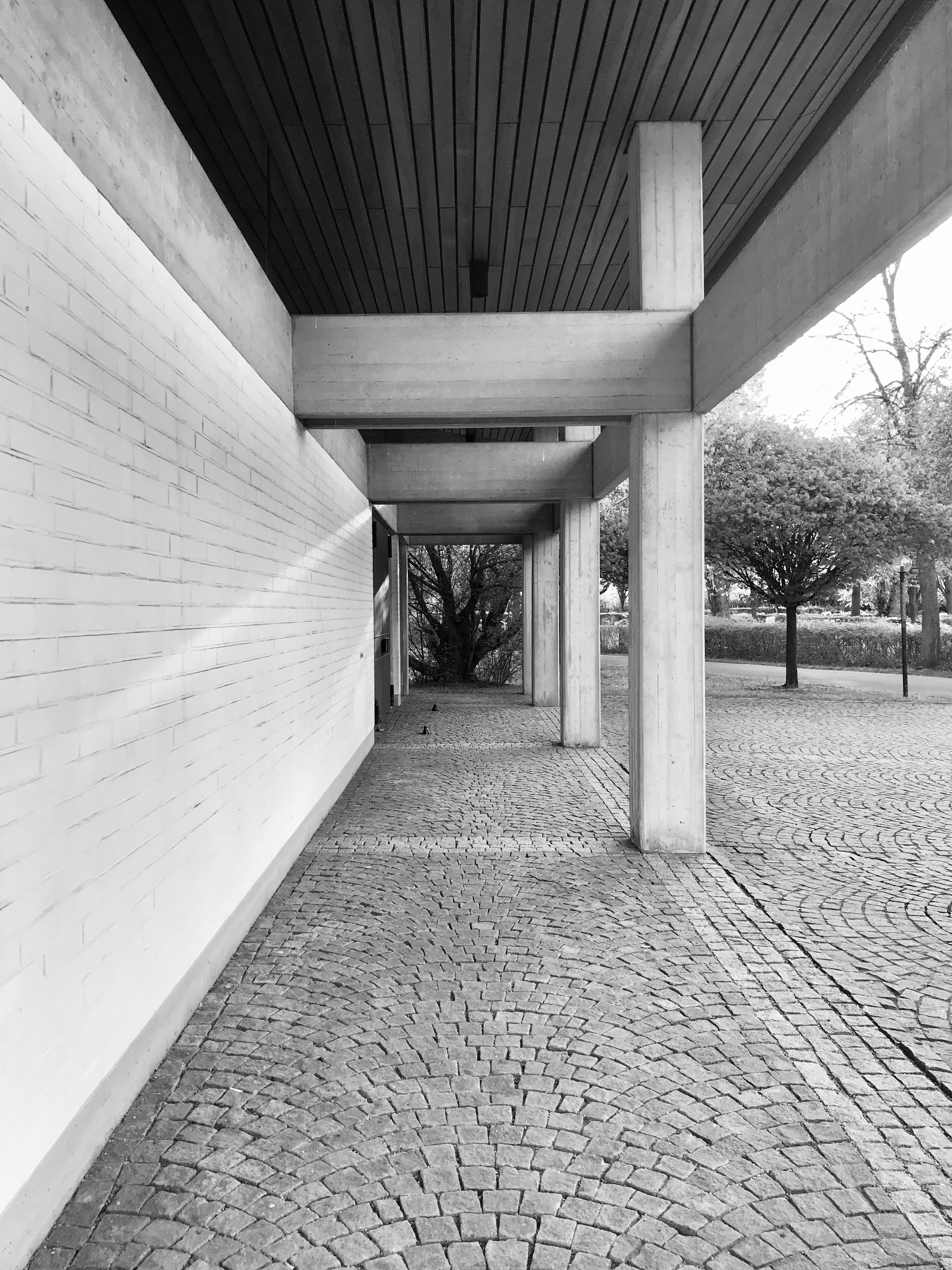
Nordfriedhof Ingolstadt

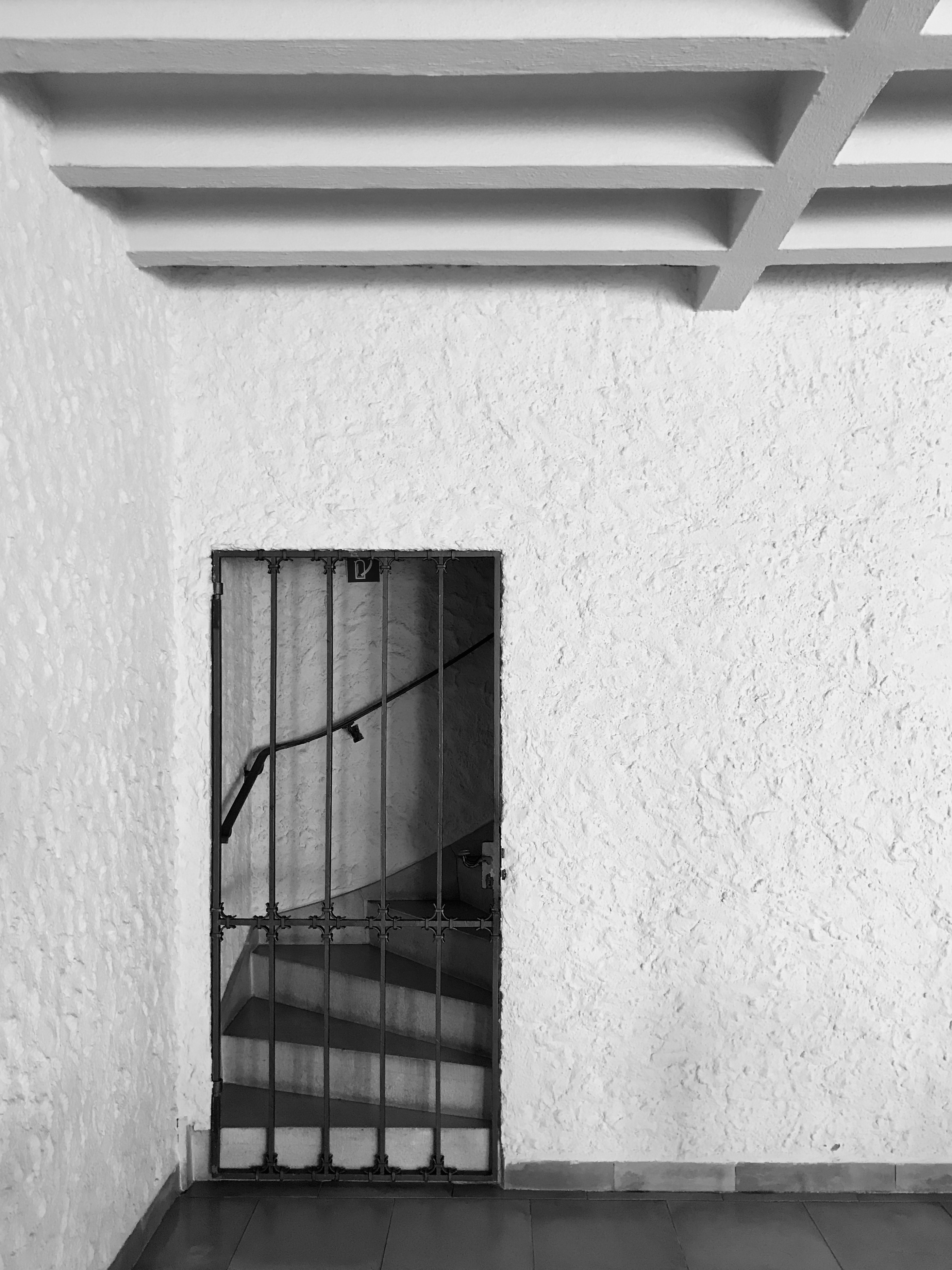
Herz Jesu, Bechhofen

- 1950–1951: Notkirche Herz Jesu, Ingolstadt (2014 abgebrochen)
- 1954: Ludwigstraße 27, Ingolstadt
- 1955: Theater – Manggasse, Ingolstadt[2]
- 1955–1956: Herz Jesu, Bechhofen mit Bildhauer Guido Martini[3]
- 195?: Haus Meier, Eichstätt (2020 abgebrochen)
- 1956: Roseneck-Lichtspiele, Ingolstadt[4]
- 1956: Ehemalige Tankstelle – Neuburger Straße 25, Ingolstadt
- 1956: Kaufhaus Ema, Ingolstadt (verändert)
- 1957: Haus Gruber, Ingolstadt
- 1959–1960: Erweiterung St. Andreas, Eitensheim
- 1960: Schulhaus, Gaimersheim (verändert)
- 1961: Haus Waibel, Ingolstadt
- 1962: Gartenhaus Reindl, Ingolstadt
- 1967: Schulhaus, Gaimersheim – Bauabschnitt 2
- 1970–1971: Ortstreff Ingolstadt, mit Künstlerin Käte Krakow
- 1972: Schulhaus, Gaimersheim – Bauabschnitt 3 (Aula und Tagesheim) mit Käte Krakow
- 1972: Wohnanlage – Wagnerwirtsgasse, Ingolstadt (GEHA-Bau)
- 1973–1974: Wohnscheibe Ingolstadt, ⁣⁣mit Reinhard Kolb und Helmut Stich (Stile des Brutalismus)
- 1979: Nordfriedhof Ingolstadt, ⁣⁣mit Heinrich Amann, Manfred Törmer und Künstler Pius Eichlinger[5]
- Haus Geith, Ingolstadt
- Wohnanlage – Sauerstraße/Schäffbräustraße, Ingolstadt
- Bankgebäude – Rathausplatz 3, Ingolstadt
- Luli-Filmtheater, Ingolstadt[6]
- Haus Stinglwagner, Grünwald
- Punkthäuser Piusviertel – Herschelstraße, Ingolstadt
- Wohnanlage – Alban-Berg-Straße, Ingolstadt
- Altenheim St. Josef, Gerolfing (verändert)[7]

## Ehrungen
Folgende Bauwerke sind Baudenkmäler und in die Denkmalliste des Bayerischen Landesamts für Denkmalpflege eingetragen:
- Ludwigstraße 27 ist Baudenkmal von Ingolstadt[8]
- Ehemalige Tankstelle ist Baudenkmal von Ingolstadt[9]
- Erweiterung St. Andreas, Eitensheim ist Baudenkmal von Eitensheim[10]
- Gartenhaus Reindl ist Baudenkmal von Ingolstadt[11]

## Ehemalige Mitarbeiter
- Heinrich Amann
- Werner Arndt
- Manfred Törmer